# Metal Mind Productions
Metal Mind Productions es una compañía discográfica independiente polaca fundada en 1987 por el ya fallecido fundador Tomasz Dziubiński pero que hasta la fecha sigue activo a pesar de las circunstancias, es una de las discográficas que únicamente tienen reconocimiento en la música independiente del rock y del heavy metal en Polonia.
En la discográfica hay divertos estilos musicales, pero esta más enfocado en el rock y heavy metal, y últimamente también se enfoca en los grupos de la escena del rock progresivo, al igual que de géneros como black metal, death metal, entre muchos otros.

## Algunos artistas de la discográfica
- Arena
- Dezerter
- Łzy
- Moonspell
- Satellite
- Shadowland